# Roccapiemonte
Roccapiemonte é uma comuna italiana da região da Campania, província de Salerno, com cerca de 9.081 habitantes. Estende-se por uma área de 5 km², tendo uma densidade populacional de 1816 hab/km². Faz fronteira com Castel San Giorgio, Cava de' Tirreni, Mercato San Severino, Nocera Inferiore, Nocera Superiore.

## Demografia
| Variação demográfica do município entre 1861 e 2011                               |
|                                                                                   |
| Fonte: Istituto Nazionale di Statistica (ISTAT) - Elaboração gráfica da Wikipedia |